# Grzegorz Krejner
Grzegorz Krejner (nascido em 25 de fevereiro de 1969 em Żyrardów) é um ciclista polaco. Especialista do quilómetro, tem sido medalhado de bronze da disciplina nos campeonatos mundiais de 2001.

## Palmarés

### Campeonatos mundiais
- Bordeús-Lac 1998
  - 5.º da velocidade por equipas
- Antuérpia 2001
  -  Medalhista de bronze do quilómetro

### Copa do mundo
- 1995
  - 2.º do quilómetro em Tóquio
- 1997
  -     - 1.º do quilómetro em Quatro Sant'Elana
    - 1.º da velocidade por equipas em Quatro Sant'Elana

  - 2.º do quilómetro em Trexlertown
  - 2.º do quilómetro em Fiorenzuola
  - 2.º do quilómetro em Atenas
  - 2.º do quilómetro em Adelaide
  - 3.º da velocidade por equipas em Trexlertown
- 1998
  - 3.º da velocidade por equipas em Victoria
  - 3.º da velocidade por equipas em Berlim
  - 3.º do quilómetro em Berlim
- 1999
  - 1.º da velocidade por equipas em Frisco
  - 2.º da velocidade por equipas no México
  - 3.º do quilómetro em Frisco
  - 3.º da velocidade por equipas a Valencia
- 2001
  - 1.º da velocidade por equipas em Szczecin
  - 2.º do keirin no México
  - 3.º do quilómetro no México
- 2002
  - 3.º do quilómetro em Monterrey
  - 3.º da velocidade por equipas em Monterrey
- 2003
  - 2.º da velocidade por equipas em Moscovo
  - 3.º do quilómetro em Moscovo

### Campeonato Europeu
- 2001
  -  Medalha de prata da velocidade por equipas
- 2002
  -  Medalha de prata da velocidade por equipas
- 2004
  -  Medalha de prata do omnium sprint
  -  Medalha de prata da velocidade por equipas